# Бюттард
Бюттард (нім. Bütthard) — громада в Німеччині, розташована в землі Баварія. Підпорядковується адміністративному округу Нижня Франконія. Входить до складу району Вюрцбург. Складова частина об'єднання громад Гібельштадт.
Площа — 36,26 км2. Населення становить 1283 ос. (станом на 31 грудня 2020).